# Tilletia eremopoae
Tilletia eremopoae är en svampart som beskrevs av Vánky & H. Scholz 2001. Tilletia eremopoae ingår i släktet Tilletia och familjen Tilletiaceae.   Inga underarter finns listade i Catalogue of Life.